# チャルディラーンの戦い
チャルディラーンの戦い（チャルディラーンのたたかい、Battle of Chaldiran）とは、1514年8月23日に、アナトリア高原東部のチャルディラーン（イランのチャルドラーン郡）で行われたオスマン帝国と新興のサファヴィー朝ペルシアとの戦い。なお、チャルディラーンは、Chaldoran あるいはÇaldıranともいい、日本語の文献では「チャルドランの戦い」という表記する場合もある。
鉄砲と大砲が騎馬軍団を撃破した軍事史上大きな意義を持つ戦いである。騎馬隊と鉄砲隊の戦いということから、後の日本の長篠の戦いにたとえられる。
ただ、後述に記す通り兵力差が物をいった戦いとも思われる。
サファヴィー朝軍4万に対して、オスマン帝国軍は6万から20万の大軍を擁し、軍の質も高かった。戦いはオスマン帝国軍の勝利で終わり、大将のイスマーイール1世自身も捕らえられる寸前で退却した。彼の妻たちもセリム1世に捕獲され、そのうちの一人がセリムの側近と婚約させられると、イスマーイールは政治への興味をなくし、帝国の統治に関与しなくなった。
この戦いは、サファヴィー朝軍のクズルバシュの最強神話を打ち崩しただけでなく、両帝国間の勢力範囲を画定させ、クルド人の帰属をサファヴィー朝からオスマン帝国へと切り替えた点でも、歴史的な重要性をもつ。
一方でこの戦いは、1638年にゾハブ条約（Treaty of Zohab）が締結されるまでの124年間に及ぶ両帝国間の抗争の始まりに過ぎなかった。

## 背景
セリム1世はその即位の過程で兄弟達と争ったが、その際にセリムとの抗争で不利な立場にたったアフメド王子はサファヴィーのイスマーイール1世に助けを求め、その息子のムラトもクズルバシュとしてイスマーイールの配下に入った。彼らや、それを後押しするサファヴィー朝軍がオスマン領アナトリアへ侵攻したことから、セリムにはアナトリアからこれらの勢力を一掃する必要があった。
セリムはまず、ハンガリーなどと和平を結んで背後の危険を取り除き、さらにアナトリア各地で調査を行ってイスマーイールの同調者を投獄・処刑した。一説によれば、このとき4万人もの人々が殺されたという。さらに、法学者たちから「イスマーイールとクズルバシュは異端であり、彼らを討つことは聖戦である」という法解釈を引き出し、戦いの正当性を示した。
セリムが出陣すると、イスマーイールは焦土作戦でこれに対抗した。東アナトリアやコーカサスの地形は荒く、イスマーイールのとった焦土作戦のせいもあり補給は困難だった。オスマン帝国軍の士気は上がらず、イェニチェリはその不満を示すためにセリムのテントに発砲することすらあった。しかしセリムは、サファヴィー朝軍がチャルディランに集結中であることを知ると、すぐその地へと軍を向けた。

## 戦いの経過

### 戦闘
オスマン帝国軍は6万とも20万とも言われ、対するサファヴィー朝軍は、1万2千とも4万ともいわれる西アジア最強で鳴らしたトルコ系騎馬軍団クズルバシュであった。
戦いの前日にサファヴィー朝軍は布陣を終えたが、左翼を受け持った将軍ムハンマド・ハーン・ウスタージャルーと右翼を受け持った将軍のドルミーシュ・ハーン・シャームルーとの間で、夜襲を行うか否かで意見が対立したために、結局イスマーイール1世が正面攻撃を行うことを決意することになった。
夜が明けると、サファヴィー朝軍の騎馬軍団クズルバシュが怒濤のような猛攻を行い、オスマン帝国軍の右翼を守るアナトリア騎兵軍を突き崩すほどであった。しかし、戦局は鉄砲を装備したイェニチェリと鎖でつないだ大砲を軍勢の中央に配置したオスマン帝国軍が騎兵をことごとくうち倒す形になり、右翼の傷も救援に回ったイェニチェリ鉄砲隊によって形勢が逆転し、サファヴィー朝軍は善戦する左翼ムハンマド・ハーン・ウスタージャルーを失って総崩れとなった。結果、イスマーイール1世はかろうじて戦場から逃れるほどの惨敗となった。

### オスマン帝国軍の追撃
オスマン帝国軍は、9月にはタブリーズを占領する戦果を上げた。本来セリムはさらにイスマーイールを追走し、サファヴィーの息の根を止めるつもりであったとみられる。しかし、補給の困難と遠征による疲れや軍勢内部に徐々に広がった厭戦気分から深追いをさけて退却せざるを得なかった。

## 影響

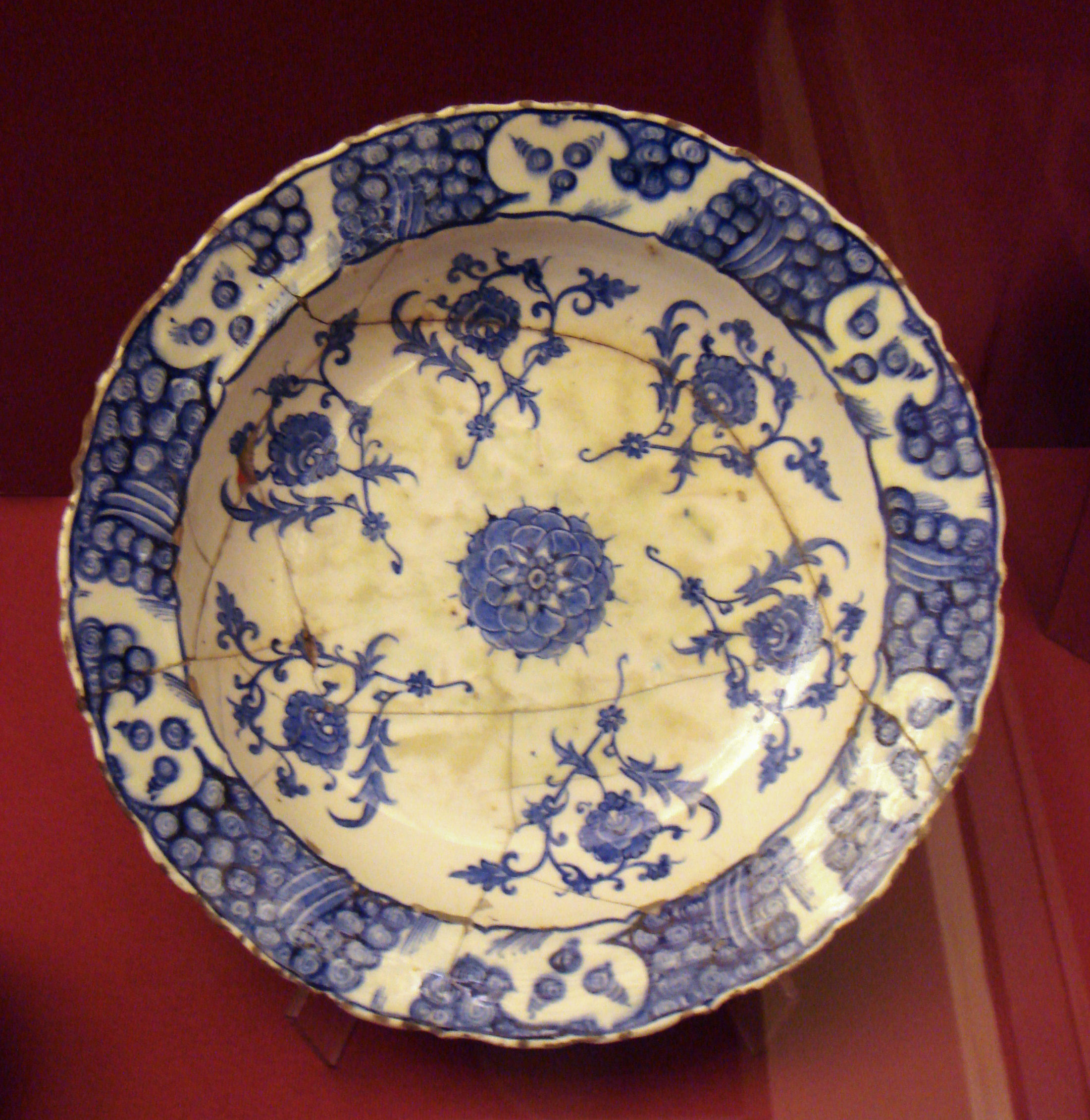
イズニク陶器

敗戦と2人の妻を捕らえられたことで、イスマーイール1世の不敗神話には大きな傷がついた。以後彼は国政への興味を失い、酒に溺れる日々を過ごすようになる。イスマーイールは1524年に37歳で没するが、その後を継いだタフマースブ1世は次の戦いに向けて大砲を配備を進めるなど、徹底した国内改革に着手した。
戦いの結果、オスマン帝国が東アナトリア・ 北イラクでの支配権を得た。サファヴィー朝はアゼルバイジャン・ロレスターン・ケルマーンシャーなどの地域を失い、後にこれらを回復した一方で、イラク・クルディスタン・アルメニアなどは永久に失われることになった。イラクにおけるシーア派宗教施設の喪失はペルシア・あるいは今日のイランにとっては精神的に大きな痛手であり、これらを回復しようとするイランのイラク側への干渉は、この戦いに端を発している。
この戦いは周辺地域に多くの影響を及ぼしたが、その最も大きなものは両帝国の勢力範囲が画定されたことであると言えるかもしれない。このときの国境線は、今日のトルコ=イラン国境にも通じている。また、これによりサファヴィー朝の首都タブリーズが国境に面する対オスマン最前線の都市となり、常にその脅威にさらされることとなった。サファヴィー朝が16世紀中ごろにカズヴィーン、1598年にイスファハーンへと遷都するのは、これが主な要因であったと推測される。
タブリーズ包囲の際、オスマン帝国軍は多くの商人や陶磁職人を自国へと連行した。イズニク陶器（w:Iznik pottery）の発達には、このことが大きく寄与していると言われている。

## 戦場跡

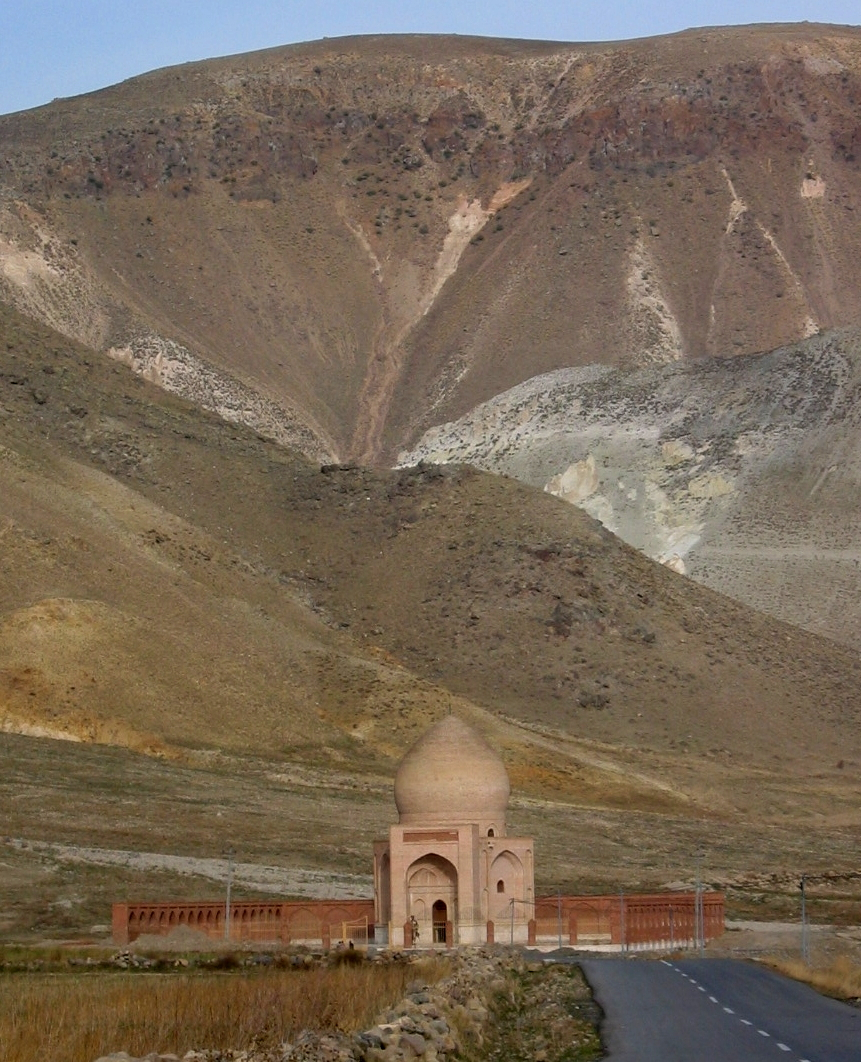
戦場跡につくられたモニュメント

2003年、Jala Ashaqi村（イラン）近くの戦場跡に煉瓦でできたドーム状のモニュメントが建造された。また、サファヴィー朝の武将であるSeyid Sadraddinの銅像も建っている。なお、イラン共和国のの西方に、トルコ共和国ヴァン県チャルドゥラン郡（Çaldıran）があるが、これは元はアバガと称した地を20世紀に改名したものである。